# 江東区立臨海小学校
江東区立臨海小学校（こうとうくりつ りんかいしょうがっこう）は、東京都江東区門前仲町1丁目に所在する区立小学校。

## 概要
1905年に開校。全校生徒数299名（1年42名・2年41名・3年28名・4年59名・5年70名・6年59名、2013年度）。校名は当時埋立地や住宅等が無く、校舎から東京湾を臨める位置であった事に由来している。

## 沿革
- 1905年（明治38年）
  - 5月1日[1] - 臨海尋常小学校[1]開校。深川蛤町2丁目1、2番地（現在地）に竣工。
  - 12月5日 - 開校式挙行。
- 1927年（昭和2年） - 鉄筋校舎竣工。落成式を挙行し、校旗と校歌を制定。
- 1941年（昭和16年）4月1日 - 国民学校令により、臨海国民学校と改称。
- 1947年（昭和22年）4月1日 - 新学制施行により、江東区立臨海小学校と改称。
- 1954年（昭和29年） - 戦災校舎改修。
- 1960年（昭和35年） - 鼓笛隊の誕生。
- 1964年（昭和39年）10月9日 - 東京オリンピックの前夜祭に鼓笛隊が出演する。
- 1976年（昭和51年） - 新校舎完成。
- 1980年（昭和55年）4月1日 - 越中島小学校を分離。
- 2005年（平成17年） - 開校100周年式典挙行。

### この節の出典
- 臨海小学校沿革史 (PDF)  - 学校ホームページ内

## 交通
- 東京メトロ東西線・都営地下鉄大江戸線門前仲町駅4番出口より徒歩3分
- 都営バス海01・急行06・都07・門19・東20・門21・門33・東22の各系統で、「門前仲町」バス停下車後、徒歩4分。

## 周辺
- 臨海公園 - 敷地が隣接
- 大横川
  - 越中島橋（江東区道）
  - 黒船橋（都道上野月島線）
- 東京都道463号上野月島線
- 東京都道・千葉県道10号東京浦安線
- ファミリーマート門前仲町一丁目店
- 東京消防庁深川消防署永代出張所

## 著名な出身者
- 田河水泡（漫画家）
- 日高富明（歌手）
- 赤羽末吉（絵本作家）
- 高野光（プロ野球選手）
- 新田ユリ（指揮者）